# Baelo Claudia

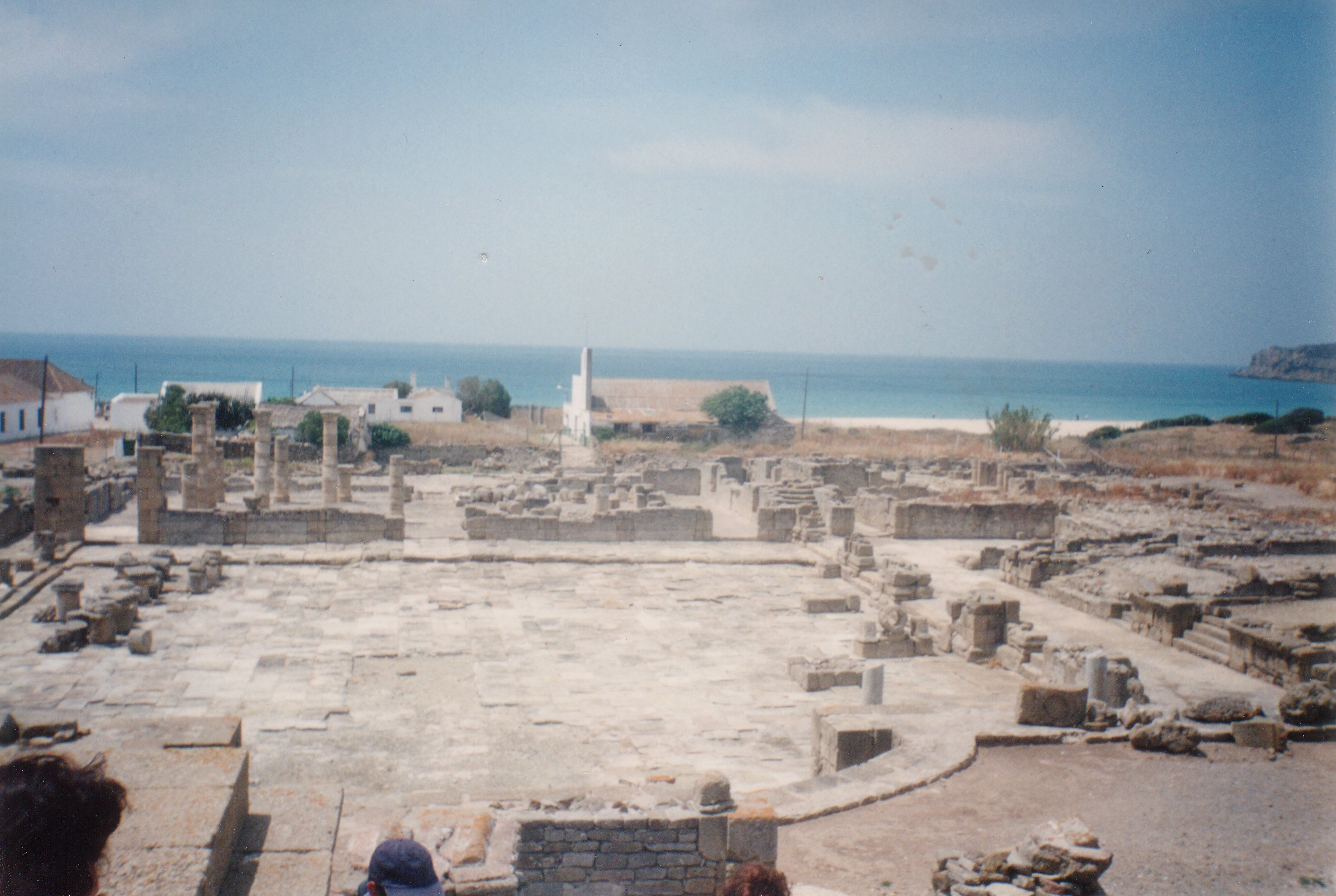
Forum rzymskie w Baelo Claudia

Baelo Claudia – starożytne miasto rzymskie, położone w pobliżu dzisiejszej miejscowości Tarifa, w Hiszpanii, w regionie Andaluzja nad Atlantykiem.

## Historia miasta

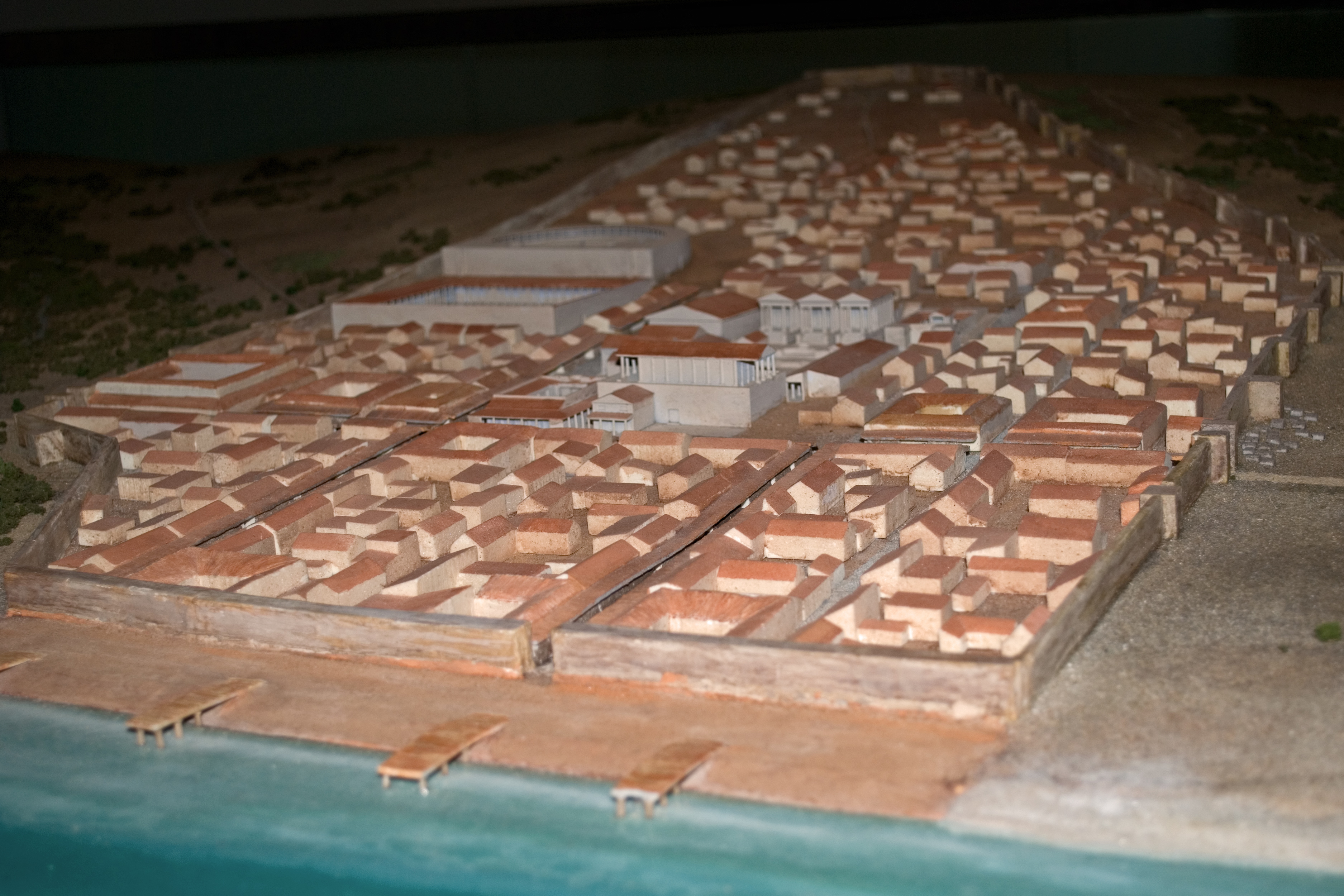
Makieta miasta Baelo Claudia

Początki miasta sięgają II wieku p.n.e. i mają ścisły związek z rozwojem handlu z terenami Afryki Północnej (głównie z Tangerem w Maroku). Podstawowym źródłem dochodów miasta był w tym okresie handel garum, rybami i solą. Cesarz Klaudiusz w I wieku n.e. podniósł miasto do rangi municypium. Jednak w II wieku miasto spustoszyła fala tsunami, a w następnym stuleciu kilkakrotnie padło ofiarą łupieżczych najazdów Maurów i Germanów. W VI wieku zostało ostatecznie opuszczone.

## Stanowisko archeologiczne
Ruiny Baelo Claudia stanowią najbardziej charakterystyczny przykład rzymskiej zabudowy urbanistycznej na Półwyspie Iberyjskim. Miasto otoczone jest murem obronnym z zachowaną bramą wjazdową. Do naszych czasów dotrwały też pozostałości budynków administracyjnych, forum, sądu, świątynia egipskiej bogini Izydy, a także Junony, Jowisza i Minerwy. Warto zauważyć, że każdy z bogów miał oddzielną świątynię, nie istniała tu - w odróżnieniu od większości miast rzymskich - jedna świątynia poświęcona najważniejszym bogom. Znajdują się tu też ruiny domów mieszkalnych, sklepów, fabryki garum, łaźni, teatru i rynku.